# 藤沢炒麺

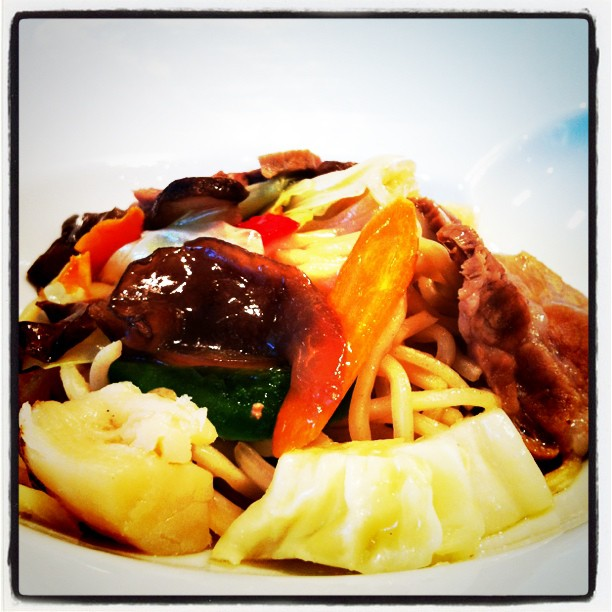
藤沢炒麺

藤沢炒麺（ふじさわちゃーめん、FUJISAWA CHAMEN）とは、神奈川県藤沢市で販売されているご当地焼きそばである。

## 概要
「江の島」、「湘南」などイメージが強い藤沢市であるが、藤沢市は神奈川県内で数少ない小麦の産地でもある。
藤沢炒麺は、そういった地場産の小麦や野菜を使った料理である。味つけはソースではなく、ラーメンで使用するような鶏ガラや豚骨などから取ったスープを味付けのベースとしている。
2016年時点では、藤沢市内4店舗で提供されているほか、年間30回程度のイベントに出店し、販売が行われている。

## 歴史
田中美乃里は藤沢市内の大学で、地域活性化について学び、2006年に「食」などを通じて地域の魅力を発信することを目的としたNPO法人「地域魅力」を立ち上げた。
2009年に地元農家の有志で作った小麦を使った「地粉めん」、地元で採れた野菜、藤沢産のやまゆりポークを組み合わせ、藤沢炒麺を開発し、売り出した。

## 定義
以下の定義を満たせば藤沢炒麺と呼ぶことができる。
- 藤沢産小麦で作った地粉麺を使用していること。
- 藤沢産の食材（肉・野菜・その他）を2品以上、具に使用していること。

2016年時点では藤沢市内の製麺所で藤沢炒麺の専用麺が作られている。